# كالو (قرة باشلو)
كالو (بالفارسية: کالو) هي قرية تقع في إيران في قسم قرة باشلو الريفي. يقدر عدد سكانها بـ 176 نسمة بحسب إحصاء 2016.